# Mnium mauritianum
Mnium mauritianum là một loài Rêu trong họ Mniaceae. Loài này được (Hampe ex Besch.) Müll. Hal. mô tả khoa học đầu tiên năm 1900.